# Geese
Geese (с англ. — «Гуси») — американская постпанк-ривайвл-группа, образованная в 2016 году в Бруклине, Нью-Йорк. К середине 2020 года демо-записи группы, созданные самостоятельно, привлекли внимание нескольких лейблов, включая 4AD, Fat Possum и Sub Pop. В конечном итоге группа подписала контракт с Partisan Records.
В настоящее время в состав группы входят Кэмерон Уинтер (вокал, клавишные), Эмили Грин (гитара), Доминик ДиДжесу (бас), Макс Бассин (ударные) и Сэм Реваз (клавишные). Звучание группы сравнивали со звучанием многих других нью-йоркских групп, а также с современными британскими группами, такими как Black Midi и Squid.

## Характеристики
Стиль
Их музыку сравнивали с «нью-йоркскими мастерами дзен-гитары, такими как Television, Feelies и Parquet Courts; с нео-новой волной начала нулевых и дэнс-панком The Strokes, The Rapture и LCD Soundsystem; с массой арт-безумных вещей от DNA до Deerhoof и Black Midi; и даже с некоторыми эталонами прогрессива, такими как Yes и Radiohead». Описывая вокал Кэмерона Уинтера, Джон Долан в Rolling Stone сказал, что Уинтер «может поднять свой голос до уровня Тома Йорка — фальцета, напустить на себя шикарную гримасу а-ля Джулиан Касабланкас или Иэн Маккаллох из Echo & the Bunnymen, или скатиться в громогласный вопль, который заставляет вспомнить Марка Э. Смита из The Fall или Алекса Тернера из Arctic Monkeys. Иногда вы можете услышать, как все это переплетается в пределах одной и той же трехминутной песни, что делает альбом, который вознаграждает как кратковременное внимание, так и глубокое слушание. Настоящее удовольствие слышать, как они перескакивают между звуковыми прозрениями».

## Дискография
Смотри статью «Дискография Geese» в англ. разделе.
- A Beautiful Memory (2018)
- Projector (2021)
- 3D Country (2023)